# Lena Niethammer
Lena Niethammer (* 1. Oktober 1989 in Lüdenscheid) ist eine deutsche Journalistin.

## Leben
Niethammer wurde 1989 in Lüdenscheid geboren und wuchs in Deutschland, New York und Florenz auf. Sie studierte Geschichte und italienische Literatur. Sie lebt und arbeitet in Berlin.

## Werk
Niethammer absolvierte Praktika bei jetzt.de und dem SZ-Magazin.
Seit 2015 ist sie als freie Reporterin unter anderem für das SZ-Magazin, den Spiegel, die ZEIT, die taz und DUMMY tätig. Sie schreibt zu organisierter Kriminalität, Verbrechen, aber auch zu gesellschaftlichen Themen. Sie betreibt den „Mafiablog“ des Correctiv Magazins.
Von Ende 2020 bis Anfang 2021 veröffentlichte sie gemeinsam mit Miriam Arndts den achtteiligen Investigativ-Podcast Im Dunkeln – Der Fall Rebecca Reusch.
Niethammer war Lehrbeauftragte für das Studienfach Fachjournalistik Geschichte an der JLU Gießen.

## Auszeichnungen
- 2014: dpa news talent für ihren Artikel „Innocents Dilemma“ im Magazin Reportagen[10]
- 2016: Henry Nonsens Preis für ihren Artikel „Ü130“ für das DUMMY-Magazin[11]
- 2016: „Top 30 bis 30“ des Medium Magazins[12]
- 2016: 2. Preis in der Kategorie Print beim Alternativen Medienpreis für ihren Artikel „Schlechtes Versteck“ im SZ-Magazin[13]
- 2017: Gold beim 26. Axel-Springer-Preis für junge Journalisten für ihren Artikel Sieht mich jemand? im Tagesspiegel[2]